# STOL

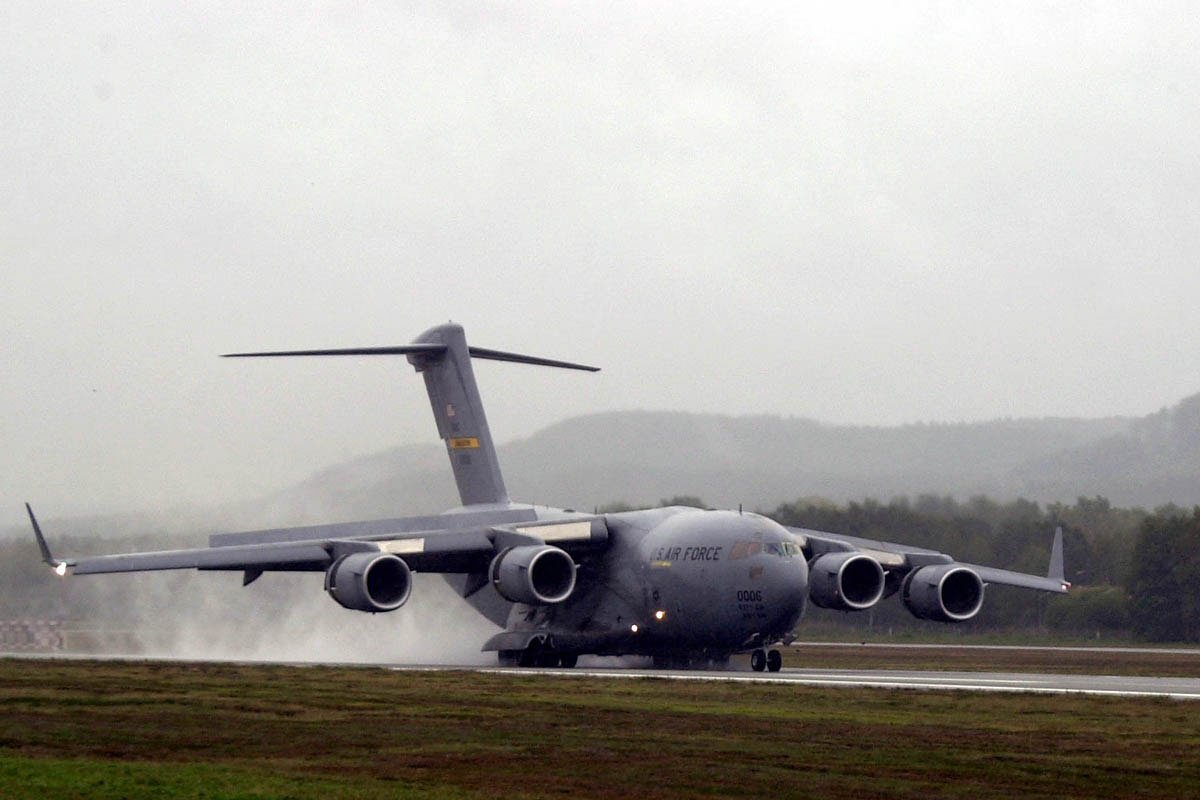
Boeing C-17 Globemaster III estadounidense realizando un aterrizaje corto.

STOL (del inglés de Short Take-Off and Landing, «despegue y aterrizaje cortos») es el concepto usado en aviación para referirse a capacidades especiales de los aviones para realizar aterrizajes o despegues en distancias cortas, gracias al aprovechamiento directo de las leyes de la inercia.
Las capacidades para un despegue y aterrizaje cortos se caracterizan por un vuelo lento, el peso del aparato y la potencia disponible. Los aviones con mayor empuje por peso serán capaces de tomar tierra a velocidades más bajas, dejando menos inercia que disipar durante el aterrizaje. Cuanto más ligero es un avión, más fácil es frenarlo, y cuanto más potente es, más fácil será acelerarlo a su mínima velocidad de vuelo.
La generación de la sustentación es en función de la superficie alar (tanto ala como estabilizador horizontal) y de los dispositivos hipersustentadores. La mínima velocidad requerida para mantener el vuelo (velocidad de entrada en pérdida) depende del máximo ángulo de ataque del ala del aparato y la densidad del aire.
Si el único criterio es el aterrizaje corto o despegue corto, los objetivos a lograr son una alta eficiencia aerodinámica (sustentación/resistencia) y alta eficiencia propulsiva (empuje/peso).
Un STOLport es un aeropuerto construido para aviones con capacidades STOL que suele tener una sola pista de aterrizaje corta.

## Lista de algunas aeronaves con capacidades STOL
- Alenia G.222
- Antonov An-2
- Let L-410 Turbolet
- Antonov An-28
- Antonov An-72
- Airbus A400M
- Boeing YC-14
- C-17 Globemaster III
- C-130 Hercules
- CASA C-212 Aviocar
- CASA/IPTN/Airtech CN-235
- CASA C-295
- Cessna 180
- Cessna 208 Caravan
- De Havilland Australia DHA-3 Drover
- De Havilland Canada Dash 7
- De Havilland Canada DHC-2 Beaver
- De Havilland Canada DHC-4 Caribou
- De Havilland Canada DHC-5 Buffalo
- De Havilland Canada DHC-6 Twin Otter
- Dornier Do 228
- Fieseler Fi 156
- IAI Arava
- McDonnell Douglas YC-15
- Pilatus PC-6 Porter
- Piper J-3 Cub
- Piper PA-20 Pacer
- Sukhoi Su-80
- Westland Lysander
- Wren 460 y Peterson 260SE
- Yakovlev Yak-40
- Zennair Zenith CH-750